# Ogród Jordanowski im. gen. Tokarzewskiego w Toruniu
Ogród Jordanowski im. gen. Tokarzewskiego w Toruniu – dawny niewielki park, który niegdyś pełnił funkcję ogrodu jordanowskiego. Znajdował się przy ulicy św. Józefa na Bielanach w Toruniu. Został zaprojektowany przez por. Eugeniusza Kubasika. Powstał on z inicjatywy ppłk. dypl. Józefa Grodeckiego. Park utworzyli żołnierze 8 batalionu saperów. Otwarcie parku nastąpiło 7 lipca 1939 roku. Na terenie parku, oprócz tradycyjnej zieleni, znajdowały się m.in.: piaskownice, huśtawki oraz brodzik. W 2020 roku odnaleziono pozostałości po ogrodzie.